# Metropolregion Rio de Janeiro
Der Großraum Metropolregion Rio de Janeiro, auch als Grande Rio bekannt, amtlich portugiesisch Região Metropolitana do Rio de Janeiro (RMRJ), wurde durch das Ergänzungsgesetz Nr. 20 vom 1. Juli 1974 nach dem Zusammenschluss der ehemaligen Bundesstaaten Rio de Janeiro und Guanabara mit den damaligen Großräumen Fluminense und Grande Niterói gegründet. Mit 13.005.430 Einwohnern im Jahr 2018 ist sie nach der Metropolregion São Paulo die zweitgrößte Metropolregion in Brasilien, die drittgrößte in Südamerika und war nach der Volkszählung 2010 bereits die zwanziggrößte der Welt.

## Veränderungen
Der Begriff „Grande Rio“ bezieht sich auf die Erweiterung der Hauptstadt Rio de Janeiro zu einem Ballungsraum mit seinen Nachbargemeinden, als einer durchgehenden urbanen Fläche. Die Grenzen änderten sich in späteren Jahren unter Ausschluss der Gemeinden Petrópolis und São José do Vale do Rio Preto (1993), Itaguaí und Mangaratiba (Juli 2002) sowie Maricá (Oktober 2001). Itaguaí und Maricá wurden im Oktober 2009 erneut in Grand Rio aufgenommen. Im Dezember 2013 wurden die Gemeinden Rio Bonito und Cachoeiras de Macacu aufgrund ihrer Nähe zum Complexo Petroquímico do Rio de Janeiro (COMPERJ) im Norden von Itaboraí hinzugenommen. Petropolis wurde 2018 erneut in Grande Rio aufgenommen. Mit der Einbeziehung stieg die Zahl der Gemeinden auf 22.

## Bevölkerungsentwicklung
Von 2000 bis 2019 wuchs die Einwohnerzahl der  Metropolregion Rio de Janeiro von rund 11 auf 13,07 Millionen Einwohner. Bis zum Jahr 2035 wird eine weitere Steigerung der Einwohnerzahl auf 14,8 Millionen erwartet.
Die folgende Tabelle zeigt die Einwohnerzahlen der Metropolregion von 2000 bis 2019 laut Angaben des IBGE, 2018 und 2019 sind Schätzungen, der Zuwachs zwischen 1. Juli 2018 und 1. Juli 2019 betrug 64.220 Personen.

## Wirtschaft
Die Metropolregion Rio de Janeiro ist nach Ansicht der IBGE (einschließlich der Gemeinden Itaguaí, Mangaratiba und Maricá) mit einem Bruttoinlandsprodukt (BIP) von 413,93 Mrd. R$ das zweitgrößte nationale Wirtschafts- und Wohlstandszentrum. Es konzentriert 70 % der wirtschaftlichen Stärke des Staates und einen Großteil aller im Land produzierten Waren und Dienstleistungen. Als zweitgrößtes Industriezentrum in Brasilien umfasst es Ölraffinerien, Schiffbau-, Metallurgie-, Petrochemie-, Gaschemie-, Stahl-, Textil-, Druckerei-, Verlags-, Pharma-, Getränke-, Zement- und Möbelindustrie. In den letzten Jahrzehnten hat sich das wirtschaftliche Profil jedoch deutlich gewandelt, und es hat zunehmend den Charakter eines großen nationalen Dienstleistungs- und Geschäftszentrum allgemein erlangt.
Es vereint die wichtigsten nationalen und internationalen Gruppen im Seeverkehr und die größten Werften des Landes und des Staates, die rund 90 % der Produktion von Schiffen und Offshore-Ausrüstungen in Brasilien halten.
Im Erdölsektor gibt es einheitliche Vereinbarungen von mehr als 700 Unternehmen, darunter die größten in Brasilien (Petrobras, YPF, Royal Dutch Shell, Esso, Ipiranga, ChevronTexaco, El Paso). Die meisten unterhalten über den Staat verstreute Forschungszentren und produzieren zusammen mehr als 4/5 des Öls und der Kraftstoffe, die an nationalen Tankstellen verteilt werden.

## Städteübersicht
| Munizip                    | Fläche (km²) | Einwohner (Zensus 2000) | Einwohner (Zensus 2010) | Schätzung (1. Juli 2018) | Schätzung (1. Juli 2019) | Dichte 2018 (/km²) | HDI (2010) | seit          |
| -------------------------- | ------------ | ----------------------- | ----------------------- | ------------------------ | ------------------------ | ------------------ | ---------- | ------------- |
| Belford Roxo               | 77,815       | 434.474                 | 469.261                 | 508.614                  | 510.906                  | 6.536,19           | 0,684      | 1. Jan. 1993  |
| Cachoeiras de Macacu       | 953,801      | 48.543                  | 54.273                  | 58.560                   | 58.937                   | 61,40              | 0,752      | 27. Dez. 2013 |
| Duque de Caxias            | 467,620      | 775.456                 | 855.046                 | 914.383                  | 919.596                  | 1.955,40           | 0,711      | 1. Juli 1974  |
| Guapimirim                 | 360,766      | 37.952                  | 51.487                  | 59.613                   | 60.517                   | 165,24             | 0,700      | 1. Jan. 1993  |
| Itaboraí                   | 430,374      | 187.479                 | 218.090                 | 238.695                  | 240.592                  | 554,62             | 0,700      | 1. Juli 1974  |
| Itaguaí                    | 274,433      | 82.003                  | 109.091                 | 125.913                  | 133.019                  | 458,81             | 0,715      | 1. Juli 1974  |
| Japeri                     | 81,869       | 83.278                  | 95.391                  | 103.960                  | 104.768                  | 1.269,83           | 0,659      | 1. Jan. 1993  |
| Magé                       | 388,496      | 205.830                 | 228.150                 | 243.657                  | 245.071                  | 627,18             | 0,709      | 1. Juli 1974  |
| Maricá                     | 362,571      | 76.737                  | 12.761                  | 157.789                  | 161.207                  | 435,19             | 0,765      | 2009          |
| Mesquita                   | 41,477       | ohne Daten              | 168.403                 | 175.620                  | 176.103                  | 4.234,15           | 0,737      | 2009          |
| Nilópolis                  | 19,393       | 153.712                 | 157.483                 | 162.269                  | 162.485                  | 8.367,40           | 0,753      | 1. Juli 1974  |
| Niterói                    | 133,916      | 459.451                 | 487.327                 | 511.786                  | 513.584                  | 3.821,69           | 0,837      | 1. Juli 1974  |
| Nova Iguaçu                | 519,159      | 920.599                 | 797.212                 | 818.875                  | 821.128                  | 1.577,31           | 0,713      | 1. Juli 1974  |
| Paracambi                  | 179,772      | 40.475                  | 47.124                  | 51.815                   | 52.257                   | 288,23             | 0,720      | 1. Juli 1974  |
| Petrópolis                 | 791,144      | 286.537                 | 295.917                 | 305.687                  | 306.191                  | 386,39             | 0,745      | 2018          |
| Queimados                  | 75,695       | 121.993                 | 137.938                 | 149.265                  | 150.319                  | 1.971,93           | 0,680      | 1. Jan. 1993  |
| Rio Bonito                 | 465,455      | 49.691                  | 55.551                  | 59.814                   | 60.201                   | 128,51             | 0,772      | 27. Dez. 2013 |
| Rio de Janeiro             | 1.199,828    | 5.857.904               | 6.323.037               | 6.688.927                | 6.718.903                | 5.574,90           | 0,799      | 1. Juli 1974  |
| São Gonçalo                | 247,709      | 891.119                 | 1.013.901               | 1.077.687                | 1.084.839                | 4.350,62           | 0,739      | 1. Juli 1974  |
| São João de Meriti         | 35,216       | 449.476                 | 459.356                 | 471.888                  | 472.406                  | 13.399,82          | 0,719      | 1. Juli 1974  |
| Seropédica                 | 283,766      | 65.260                  | 78.183                  | 86.743                   | 82.312                   | 305,68             | 0,713      | 1. Jan. 1997  |
| Tanguá                     | 145,503      | 26.057                  | 30.731                  | 33.870                   | 34.309                   | 232,78             | 0,654      | 1. Jan. 1997  |
| Metropolregion Rio Janeiro | 6.744,634    | 10.670.040              | 12.603.936              | 13.005.430               | 13.069.650               | ø 1.725,82         |            |               |